# J·R·吉登斯
贾斯廷·雷·吉登斯（英語：Justin Ray Giddens，1985年2月15日—），美國篮球运动员，曾效力于NBA联盟，身高6尺5寸，体重215磅，司职位置後衛。吉登斯在2008年NBA選秀中排名正数第30名，最终被衛冕冠軍波士頓塞爾提克選中，是波士頓在2008年選秀大會中選中的唯一的新秀。
吉登斯球風詭异，但由于選秀順位較低，故一直沒有足夠的上場時間。